# Grupo BAL
El Grupo BAL S.A. de C.V.  es un conglomerado mexicano diversificado en varios sectores de la economía, como el sector minero, petrolero y financiero; en los que mantiene presencia a través de sus empresas u organizaciones, tales como, Industrias Peñoles, Palacio de Hierro, Grupo Nacional Provincial, ITAM, Petrobal, entre muchas otras. Su presidente es Alejandro Baillères Gual, hijo de Alberto Baillères Gonzales quien fue en vida uno de los hombres más acaudalados de México, según datos de Forbes.

## Empresas de mayor importancia

### Grupo Nacional Provincial
GNP (Grupo Nacional Provincial) es una aseguradora con una participación superior al 20% del mercado mexicano. Es una de las aseguradoras con capital 100% mexicano con participación importante en el mercado. Además de ser una de las más antiguas del sector (creada en 1901, 119 años). GNP se caracteriza por ser una compañía de seguros multiramo, con productos de vida, gastos médicos, autos y daños.[cita requerida]

### Grupo Palacio de Hierro
El Palacio de Hierro es una cadena de tiendas departamentales que apunta al mercado de mayor poder adquisitivo en México, con marcas internacionales, muchas de las cuales maneja en exclusiva, como Hermes, Burberry, Adolfo Domínguez, Alexander McQueen, etc. Fundada en 1891 por un grupo encabezado por Joseph, Jules y Henri Tron y por Joseph Léautaud, se convirtió en la primera tienda departamental de México, la cadena de tiendas se incorporó a las empresas de la familia Baillères en 1963.[cita requerida]
Además de las tiendas departamentales que opera (un total de 13, 8 ubicadas en la Ciudad de México y aérea metropolitana; Puebla, Guadalajara, Monterrey, Villahermosa, Veracruz 
y Querétaro), el grupo se ha diversificado hacia el sector restaurantero, de diseño (con el concepto Casa Palacio), de viajes, spa y boutiques de marcas de diseño y ropa como Burberry y Mango.[cita requerida]

### Grupo Profuturo
Nacida a partir de GNP, es una administradora de fondos de retiro de los trabajadores mexicanos. La empresa es la tercera en importancia del sector debido a los fondos que administra y la cuarta de acuerdo a la participación de mercado, y la única que no cuenta con el respaldo de un grupo financiero.

### Industrias Peñoles
Industrias Peñoles es una empresa del sector minero-metalúrgico con operaciones en México y América Latina. Es el principal productor mundial de plata refinada y bismuto entre otros, así como el principal productor latinoamericano de plomo y zinc. 

### ITAM
El ITAM (Instituto Tecnológico Autónomo de México), antes Instituto Tecnológico de México (ITM), fue fundado el 29 de marzo de 1946 por la Asociación Mexicana de Cultura que reunía a un destacado grupo de banqueros, industriales y comerciantes, liderados por Raúl Baillères Chávez con el propósito de hacer de la educación superior el motor del cambio industrial y económico de México.

### TANE
"En los primeros años de la década de los 40's, la Ciudad de México, alberga la primera tienda TANE, que en aquel entonces se dedicaba a fabricar y vender artículos de piel. Once años después, el negocio cambió de giro enfocándose a la platería. El nombre de TANE surge de la palabra francesa tannerie, ya que al inicio se trataba de una talabartería, de la cual se tomaron las primeras letras para obtener un nombre corto, agradable y fácil de recordar." 

### ValMex
Es una casa de bolsa nacida en 1979, que ofrece productos y servicios de inversión especializados en el mercado mexicano.